# اونیک کاراپتیان
اونیک کاراپتیان (ارمنی: օնիկ Կարապետյան) بازیکن فوتبال بازنشسته در پست ارمنی‌تبار اهل ایران است که در دسته اول باشگاه‌های تهران بازی می‌کرد.

## باشگاهی
از باشگاه‌هایی که در توپ زده‌است می‌توان آرارات تهران و تاج را اشاره کرد.